# Hedydipna pallidigaster
El suimanga de Amani (Hedydipna pallidigaster) es una especie de ave paseriforme de la familia Nectariniidae propia de Kenia y Tanzania.

## Descripción
El macho del suimanga de Amani tiene el plumaje verde oscuro iridiscente con el vientre blanco, mientras que la hembra tiene el plumaje de las partes superiores de color gris oscuro. 

## Comportamiento
Se reproduce de mayo a junio y de septiembre a diciembre. Suele alimentarse de arañas, orugas e insectos voladores. Está amenazado por la pérdida de hábitat.